# Далия Грибаускайте
Далия Грибаускайте е литовски политик и икономист по образование. От 12 юли 2009 г. е президент на Литва, а през 2014 г. е преизбрана за втори мандат, с което става първият президент на страната, който печели избори два пъти подред.

## Биография
Родена е на 1 март 1956 г. във Вилнюс, Литва. Завършва гимназията Саломе Нерис във Вилнюс. След училище за около една година, от 1975 до 1976 г., тя работи в Държавната филхармония на Литовската ССР като инспектор по отдел по персонала. От 1976 до 1983 г. учи във вечерния факултет на икономическия факултет на Ленинградския държавен университет „А. А. Жданов“ и в същото време работи като лаборант в Ленинградската механична фабрика № 1. Завършва университета със степен по политическа икономия през 1983 г., а през същата година постъпва в КПСС.

## Политическа кариера
Завръщайки се във Вилнюс през 1983 г., Грибаускайте е работи във Виенската висша партийна школа, където преподава политическа икономика до 1990 година. През 1988 г. защитава дисертацията си за степен „кандидат на икономическите науки“ (по-късно в постсъветската Литва, степента е преквалифицирана като докторска степен). През 1990 – 1991 г. работи като научен секретар на Икономическия институт на Академията на науките на Литва. През 1991 г., като англоговореща, Грибаускайте е изпратена да учи в САЩ в Института за международни икономически отношения на Джорджтаунския университет (Вашингтон). През 1991 – 1993 г. е директор на европейския отдел на Министерството на международните икономически отношения на Литва, след което започва работа в Министерството на външните работи. През 1996 – 1999 г. е пълномощен министър на литовското посолство в САЩ. През 1999 – 2000 г. – заместник-министър на финансите. През 2000 – 2001 г. е заместник-министър на външните работи. През 2001 – 2004 г. е била министър на финансите на Литва.